# Johnny Acte II
Albums de Johnny Hallyday
Johnny
(2019)
Johnny acte II est une compilation posthume de Johnny Hallyday, sorti le 10 septembre 2021, sur laquelle sont réunis douze chansons de sa période Philips 1961-2005, remixés avec de nouveaux arrangements symphoniques sous la direction d'Yvan Cassar. L'opus fait suite au disque Johnny paru en 2019.

## Autour du disque
Référence originale
CD Panthéon Mercury Universal Music France 352408-7
Rééditions
Le 1er décembre 2023, sort le coffret double CD-DVD Johnny Hallyday Symphonique (référence originale : Fontana Panthéon Mercury Universal 5871483), compilant l'album Johnny (sortie en 2019) et (sa suite) Johnny Acte II.
Le CD 1 propose, outre les 13 titres de l'album Johnny, 4 nouveaux titres, dont un totalement inédit Grave-moi le cœur :
| No | Titre                              | Paroles                                | Musique                   | Durée |
| -- | ---------------------------------- | -------------------------------------- | ------------------------- | ----- |
| 1. | Gabrielle (The King Is Dead)       | Long Chris, Patrick Larue (adaptation) | Tony Cole (musician) (en) | 3:39  |
| 2. | Grave-moi le cœur (Love Me Tender) | Jean Fauque (adaptation)               | Elvis Presley, V. Matson  | 3:38  |
| 3. | J'ai oublié de vivre               | Pierre Billon                          | Jacques Revaux            | 4:49  |
| 4. | Derrière l'amour                   | Pierre Delanoë                         | Toto Cutugno              | 4:20  |

Grave-moi le cœur est enregistré par Johnny Hallyday durant les répétitions du concert à Las Vegas le 26 novembre 1996 et est resté totalement inédit à la scène et au disque jusqu'en décembre 2023,. Il s'agit, après Amour d'été, enregistrée en 1967 (album Johnny 67), de la seconde adaptation par Johnny Hallyday de la balade d'Elvis Presley Love Me Tender.
Le CD 2 en plus des 13 titres (répertoriés dans la section ci-dessous), contient un quatorzième morceau, Allumer le feu (Zazie - Pascal Obispo, Pierre Jaconelli / 7:00), enregistré en public lors de la tournée Johnny Symphonique Tour, à Nice, le 10 décembre 2022, sur la scène de l'Apollon, avec l'orchestre Philharmonique de Nice,,.
Le DVD propose la captation du Symphonique Tour à Nice en décembre 2023.

## Liste des titres
| No  | Titre                                                                                | Paroles                                 | Musique                             | Durée |
| --- | ------------------------------------------------------------------------------------ | --------------------------------------- | ----------------------------------- | ----- |
| 1.  | Ouverture (instrumental par le London Symphony Orchestra)                            |                                         | Yvan Cassar                         | 1:19  |
| 2.  | Je te promets                                                                        | Jean-Jacques Goldman                    | Jean-Jacques Goldman                | 3:52  |
| 3.  | Le Pénitencier (The House of the Rising Sun)                                         | Hugues Aufray, Vline Buggy (adaptation) | Alan Price                          | 3:18  |
| 4.  | J'aimerai pouvoir encore souffrir comme ça (I Wish That I Could Hurt This Way Again) | Pierre Billon, Long Chris (adaptation)  | Curly Putman, Rafe VanHoy, Don Cook | 4:12  |
| 5.  | À propos de mon père                                                                 | Michel Mallory                          | Marc Benois                         | 3:58  |
| 6.  | Love Me Tender                                                                       | Elvis Presley, Vera Matson              | Ernie Oelhrich, Thorne Norgar       | 4:22  |
| 7.  | Quelques cris                                                                        | Françoise Sagan                         | David Hallyday                      | 4:01  |
| 8.  | Ce que je sais                                                                       | Didier Golemanas                        | Pascal Obispo                       | 4:28  |
| 9.  | Laura                                                                                | Jean-Jacques Goldman                    | Jean-Jacques Goldman                | 3:46  |
| 10. | Mirador                                                                              | Étienne Roda-Gil                        | David Hallyday                      | 4:17  |
| 11. | J'la croise tous les matins                                                          | Jean-Jacques Goldman                    | Jean-Jacques Goldman                | 5:44  |
| 12. | La musique que j'aime                                                                | Michel Mallory                          | Johnny Hallyday                     | 3:17  |
| 13. | Ne me quitte pas                                                                     | Jacques Brel                            | Jacques Brel                        | 3:10  |